# Arisemus triconnectus
Arisemus triconnectus és una espècie d'insecte dípter pertanyent a la família dels psicòdids. Es troba a Sud-amèrica: l'Equador.